# Кенсахара
Кенсахара́ (каз. Кеңсахара) — село у складі Мартуцького району Актюбінської області Казахстану. Входить до складу Танірбергенського сільського округу.
Населення — 605 осіб (2021; 607 у 2009, 557 у 1999, 544 у 1989).